# Яструб нікобарський
Яструб нікобарський (Accipiter butleri) — хижий птах роду яструбів родини яструбових ряду яструбоподібних. Це рідкісний птах, ендемік лісових масивів Нікобарських островів. Видову назву отримав на честь британського орнітолога Артура Батлера.

## Опис
Загальна довжина сягає 28–34 см. Розмах крил становить 50–57 см. Спина сіро-сизого кольору, махові пера темнішого кольору. Горло і підборіддя білі, гриди рожеві з червоними і білими смужками, живіт білий, хвіст сірий з чорною смугою. крила сірі, очі яскраво-оранжеві, восковиця і лапи жовті.

## Таксономія
Виділяють дві підвиди: Accipiter butleri butleri, що мешкає на острові Кар-Нікобар і Accipiter butleri obsoletus, що мешкає на островах Катчал і Каморта.

## Збереження
МСОП вважає цей вид вразливим. Загрозою є знищення середовищ проживання.